# Salignon
Il Salignon è una ricotta dalla consistenza cremosa e grassa e dal sapore piccante e speziato, ottenuta dal siero residuo della lavorazione casearia arricchito con latte o panna.

## Zona di produzione

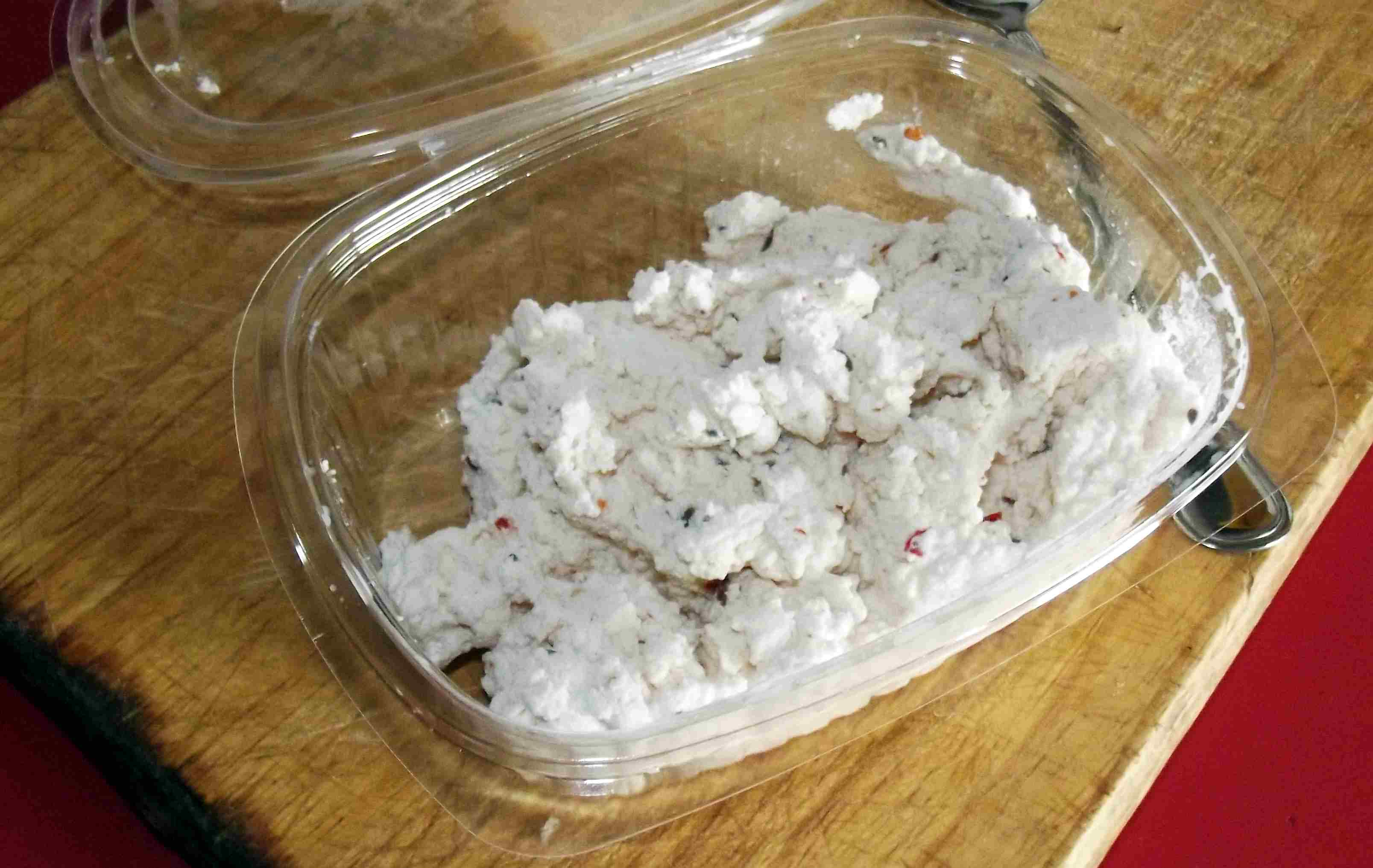
Salignon confezionato in vaschetta plastica trasparente

Viene prodotto, con lievi varianti, in Valle d'Aosta e nel Piemonte settentrionale, in particolare in Valsesia.
È riconosciuto come Prodotto Agroalimentare Tradizionale (P.A.T.) italiano di due diverse regioni: il Piemonte (con il nome di salgnun o salignun) e la Valle d'Aosta (con la denominazione riconosciuta di salignoùn).

## Preparazione
La base della preparazione è la ricotta fresca, impastato con formaggio finemente sminuzzato (ad esempio toma), sale, pepe e peperoncino (da qui il suo colore rosato). L'impasto viene ulteriormente insaporito con erbe aromatiche di montagna e lasciato riposare per un tempo variabile a seconda di quanto lo si desidera piccante.

## Utilizzo
Viene utilizzato per farcire le tipiche miasse (sottili e croccanti rettangoli di farina di granoturco che vengono cotte su apposite piastre).
Si accompagna bene anche con la polenta.